# シャトー＝ヴィル＝ヴィエイユ
シャトー＝ヴィル＝ヴィエイユ （Château-Ville-Vieille）は、フランス、プロヴァンス＝アルプ＝コート・ダジュール地域圏、オート＝アルプ県のコミューン。

## 地理

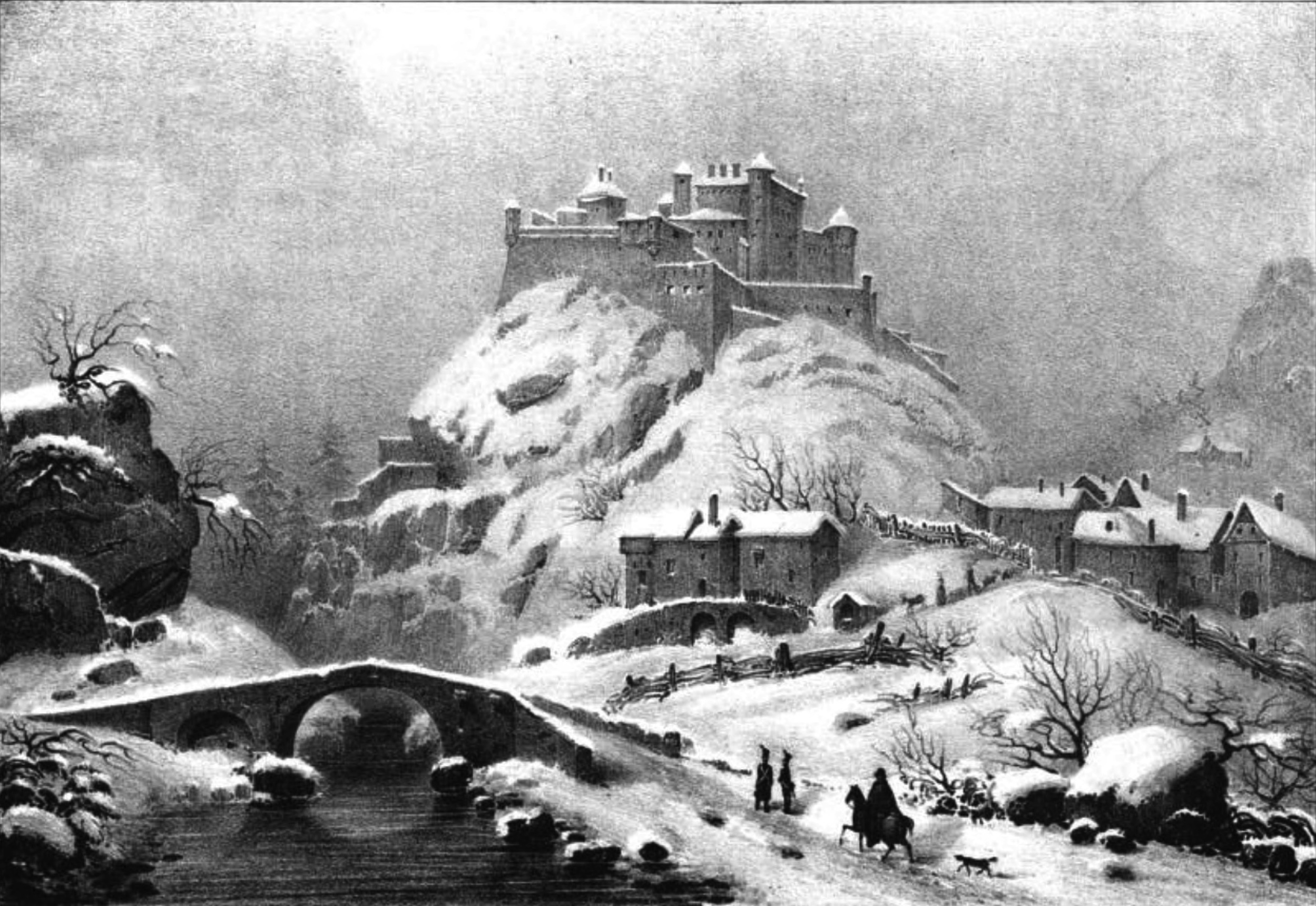
19世紀にヴィクトル・カシアンが描いたシャトー＝ケイラ

コミューンはシャトー＝ケイラとヴィル＝ヴィエイユからなる。プラ・オー、プラ・バ、モンバルドン、スリエ、メイリエスの各集落も含まれる。

## 歴史
フランス革命時代、シャトー＝ケイラに1789年8月2日、大恐慌（fr）が達した。貴族の陰謀に関係するピエモンテ人が、革命を破壊し反撃するためのキャンペーンをしているという噂が広まった。

## 由来
シャトー＝ケイラは1301年のギレストルの町の公文書に、ラテン語のつづりCastrum "Cadrassi"またはQuadratium（正方形の城）として引用されている。ラテン語のつづりで多くの文書で時代を超えて記されている。1539年のヴィレル＝コトレの勅令によってラテン語の優位性は失われて、1568年にはオック語のつづりで記されていた。
Vila-VielhaまたはVille-Vieilleは、コミューンを構成する別の教区だった。この教区はおそらく、739年にパトリキウス・アボン（ノヴァレーザ修道院創設者）の後世に残した提言（羊皮紙に書かれておりトリノの国立古文書館が保存）にvuilla vitoleとして記されたものである。

## 人口統計
| 1962年 | 1968年 | 1975年 | 1982年 | 1990年 | 1999年 | 2005年 | 2013年 |
| ------ | ------ | ------ | ------ | ------ | ------ | ------ | ------ |
| 313    | 304    | 283    | 268    | 271    | 321    | 301    | 339    |

参照元:1962年から1999年までは複数コミューンに住所登録をする者の重複分を除いたもの。それ以降は当該コミューンの人口統計によるもの。1999年までEHESS/Cassini、2006年以降INSEE。

## 史跡
- ケイラ砦 - 13世紀。17世紀にヴォーバン指示の改修が行われている。フランス歴史文化財[6]
- ヴィル＝ヴィエイユのサンタンドレ教会 - フランス歴史文化財[7]
- シャトー＝ケイラのサント・マリー・サロメ教会 - フランス歴史文化財[8]

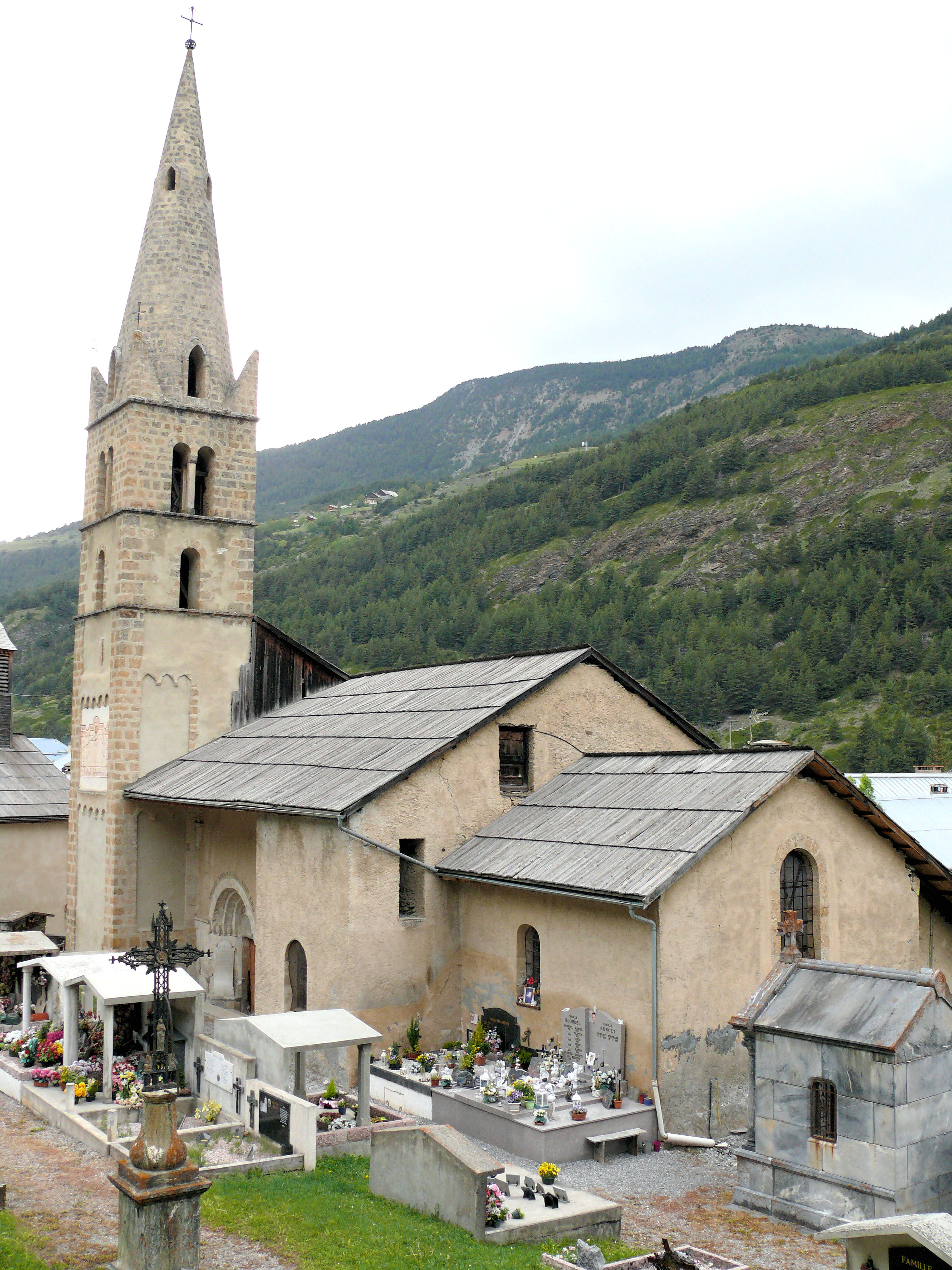
サンタンドレ教会
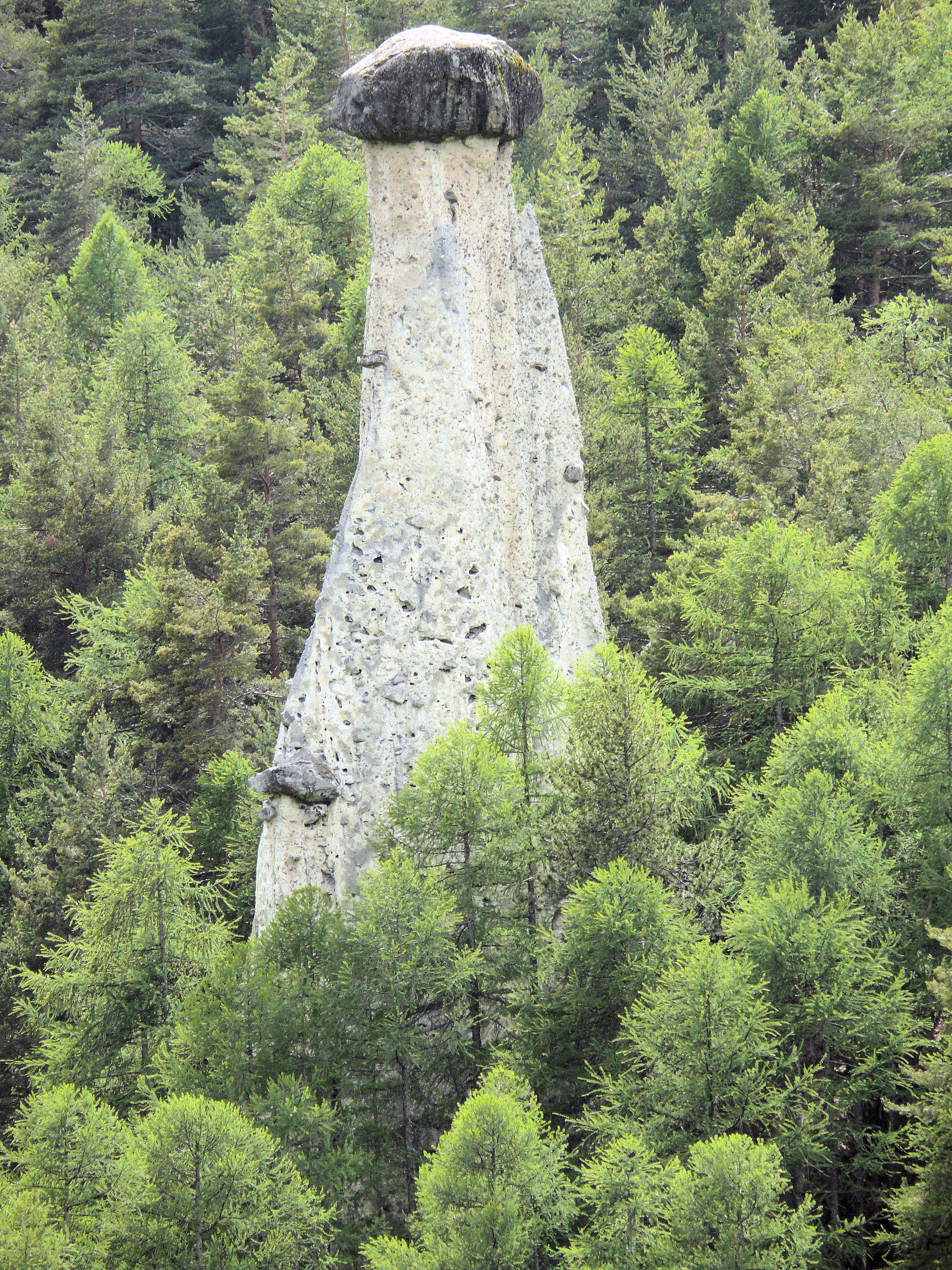
サン・ヴェランへ向かう道路上から眺めた土柱
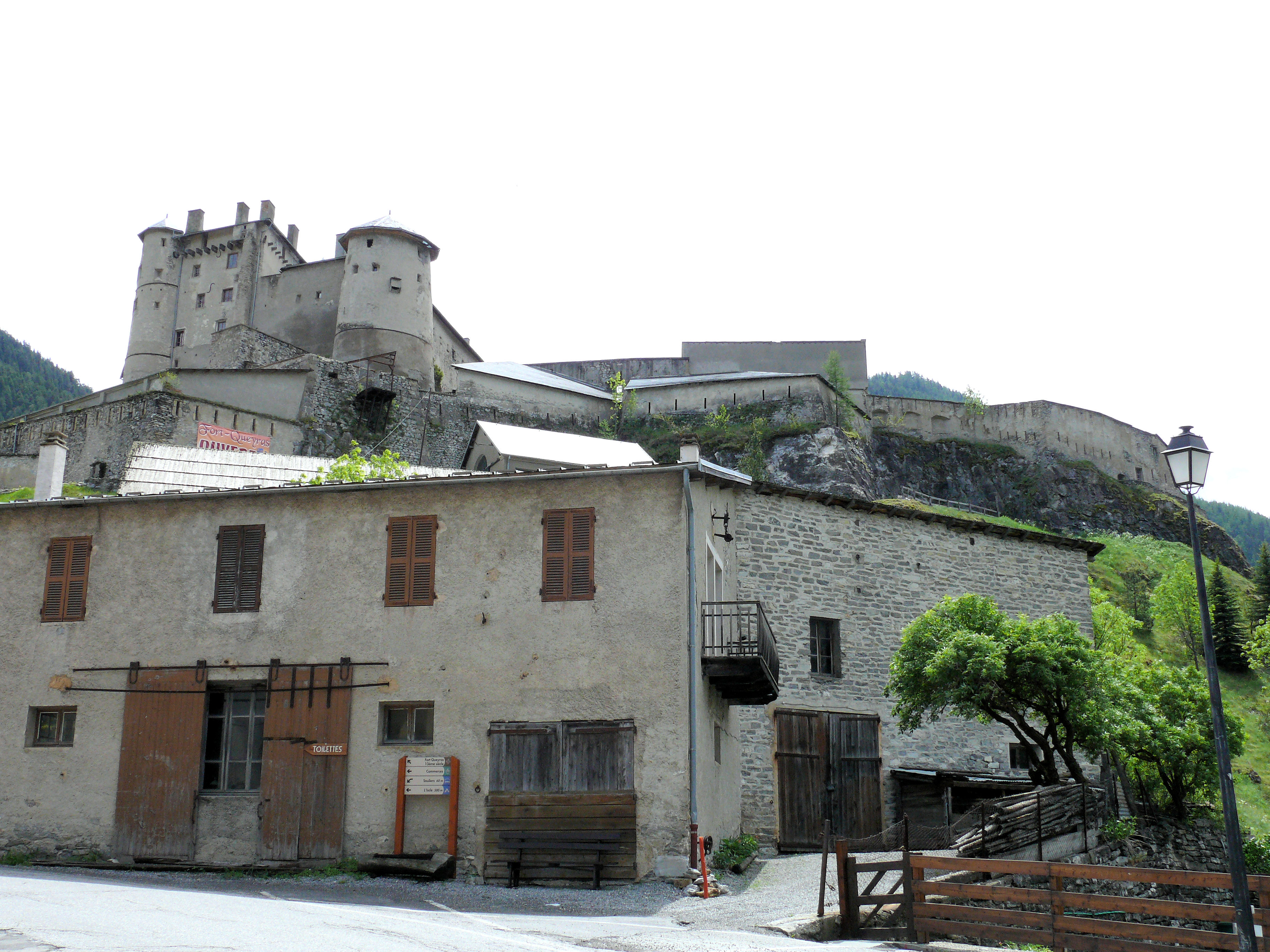
シャトー＝ケイラの村を見下ろすケイラ砦
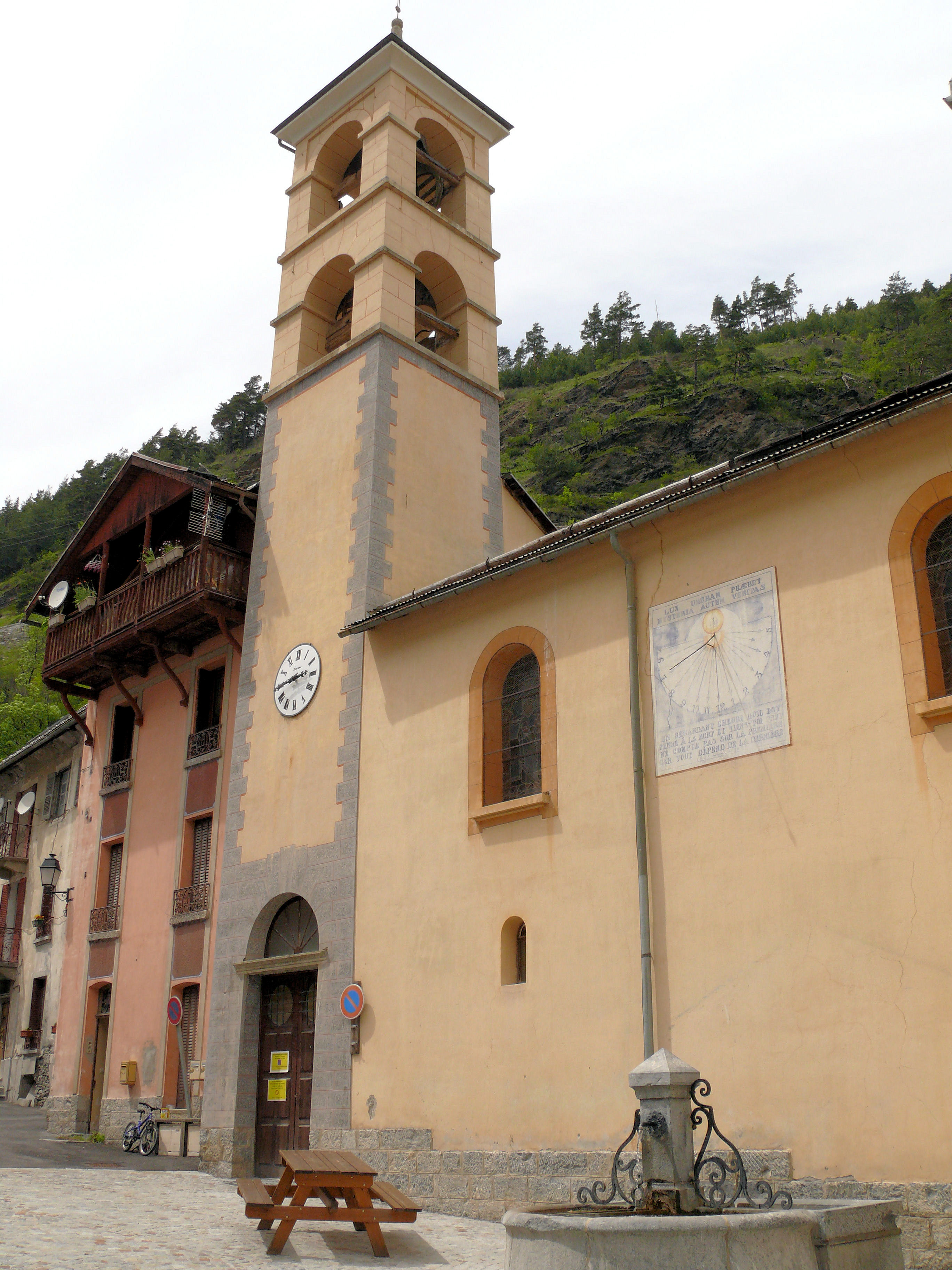
サント・マリー・サロメ教会
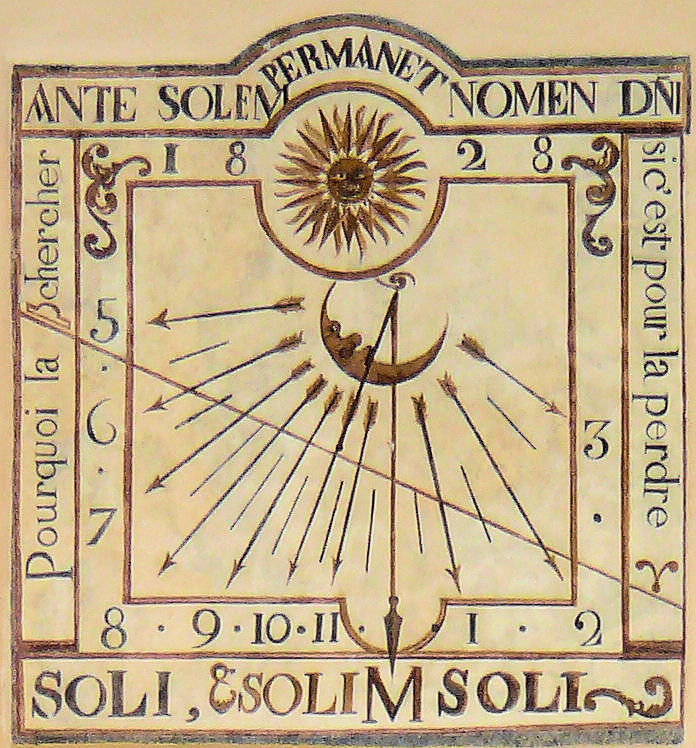
シャトー＝ケイラの日時計